# Никита Педијасим
Никита Педијасим (умро после 1369) је био један од најзначајнијих властелина у Серској области током владавине деспота Јована Угљеше (1365-1371).

## Биографија
Никита Педијасим се у изворима јавља без титуле или функције. Био је у посебном пријатељском односу са деспотом Угљешом што се види из обраћања деспота који га назива "премудрим и правдољубивим". Никита се први пут помиње у оквиру једног суђења серске митрополије које се одвијало поводом спора између епископа града Јерисоа и манастира Зографа (1369). Никита је тада, као повереник Јована Угљеше, путовао у Солун са поруком тамошњем митрополиту. Током боравка у Солуну, Никита је присуствовао седницама синода Солунске митрополије и на повратку је о свему поднео извештај деспоту. Угљеша на крају процеса присно назива Никиту отроком са дужношћу да земљу која је била спорна преда манастиру Зографу. Отрок је у овом случају јавни орган владара, клира или локалне властеле са судским, најчешће извршним овлашћењима.